# 陈士榘
陳士榘（1909年4月14日—1995年7月22日）湖北省荆门人、出生於武漢新軍軍營，祖父為清軍行伍。中國人民解放軍开国上将。
陈士榘参加秋收起义，曾任工农革命军第一军一师一团教导队区队长，中国工农红军第四军排长、副连长、副营长、副大队长，红十二军第三十四师参谋处处长、参谋长，红一军团第四师参谋长，红三十军代军长，红一军团随营学校校长，参加长征。抗日战争时期，任八路军115师343旅参谋长，晋西支队司令员，115师参谋长，滨海军区司令员。第二次国共内战时期，任新四军兼山东军区参谋长，华东野战军参谋长兼西线兵团司令员，第三野战军参谋长兼第八兵团司令员和南京警备司令员。中华人民共和国成立后，任华东军政大学副校长，中国人民解放军军事学院训练部部长、教育长，中国人民解放军工程兵司令员，中共中央军委顾问等职。

## 生平

### 早年革命生涯
1921年在钟祥县入高等小学。后当过学徒。1927年在家乡参与组织农民协会，同年到武昌参加湖北学生军事训练班学习，并加入中国共产主义青年团。学习结束后被编入国民革命军第二方面军总指挥部警卫团。1927年9月，陈士榘参加秋收起义，后编入工农革命军第一军第一团教导队任区队长，参加创建井冈山根据地的斗争。同年10月转为中国共产党党员。11月任茶陵县工农兵政府常委。
1928年春，陈士榘任第一师第一团教导队区队长，参加黄洋界保卫战。此后，任中国工农红军第四军十一师三十一团排长。1929年5月，陈士榘任红四军第三纵队副大队长，1930年春任第三纵队司令部参谋，同年夏任红一军团第十二军第三十四师参谋处处长。1931年任红十二军第三十四师参谋长、红一军团司令部作战科科长，参加历次反围剿战争。
1934年10月，陈士榘参加长征。1935年任红一军团教导营营长，1935年10月到达陕北后，任红一军团第四师参谋长，参加直罗镇战役。1936年6月，陈士榘入抗大第一期学习。同年12月，调任陕北红三十军参谋长，不久任三十军代理军长、红一军团随营学校校长。

### 抗日战争时期
抗战爆发后，任八路军第115师第343旅参谋长。1937年9月25日，参加平型关战役。同年11月4日，指挥部队在山西昔阳广阳镇伏击日军。在此战斗中，陈士榘亲手抓到了八路军的第一个日军俘虏。1938年，陈士榘担任晋西支队司令员，开辟晋西抗日根据地，先后击溃和围歼日军2000余人，击毁汽车100余辆。1940年，十二月事变后，晋西支队撤至晋西北。其后陈士榘调至山东，担任八路军第115师参谋长，指挥山东反扫荡战争。1942年，陈士榘任滨海军区司令员。1943年，发动赣榆战役，以阵亡3人为代价消灭汪精卫政权军队2000余人。1944年，在山东攻势作战中，率部恢复和扩大了滨海根据地。

### 第二次国共内战时期
1946年1月，陈士榘任新四军兼山东军区参谋长，此后又出任军调部中共代表团秘书长，并兼任整军处处长。1946年12月，他参与指挥宿北战役。1947年1月，陈士榘任华东军区、华东野战军参谋长。参与组织和指挥了鲁南战役、莱芜战役。1947年4月，他与唐亮直接指挥四个纵队参与泰安战役，其后又参与指挥孟良崮战役。不久，率华东野战军外线兵团转战鲁西南、挺进中原。
1948年，陈士榘兼任西线兵团（陈唐兵团）司令员，直接指挥洛阳战役。此后又协助粟裕指挥豫东战役，并在第一阶段指挥部队攻占开封。淮海战役中，陈士榘促成贾汪起义，并指挥6、9、11纵队围歼黄百韬兵团。淮海战役第二阶段中，陈士榘率华野3纵、7纵、11纵、13纵、鲁中南纵队、特种兵纵队一部协助中原野战军围攻黄维兵团。第三阶段中，陈士榘协助粟裕指挥华野全军（此前为副参谋长张震）。1949年任第三野战军第八兵团司令员，参加渡江战役。攻占南京后，任南京警备司令员。同年8月，任华东军事政治大学校长。

### 中华人民共和国成立后

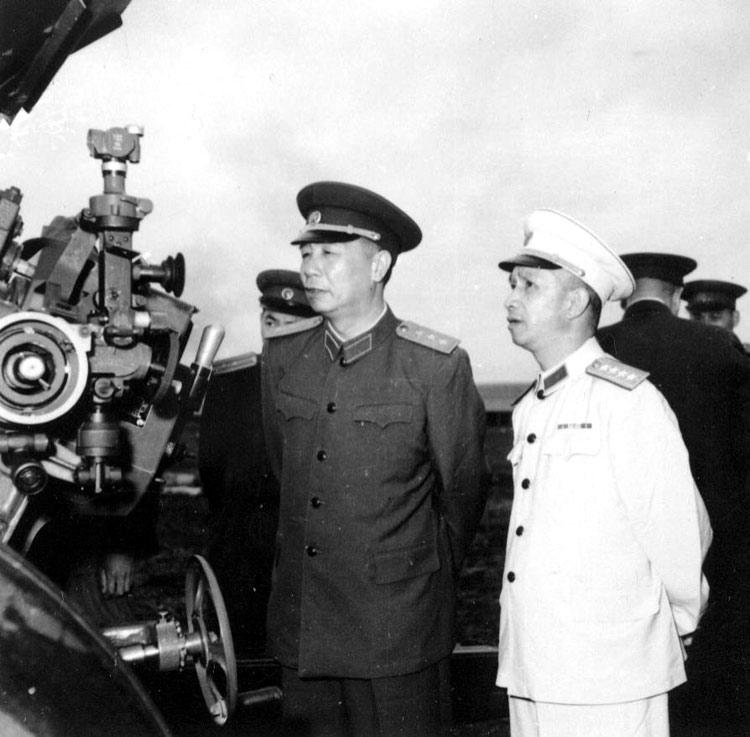
1957年，陈士榘陪同粟裕视察武器装备。

1950年，陈士榘任中国人民解放军军事学院训练部部长。1952年任教育长。同年8月调任中国人民解放军工程兵司令员。1955年，被授予上将军衔，荣获一级八一勋章、一级独立自由勋章、一级解放勋章。1958年4月，陈士榘出任特种工程指挥部司令员兼政治委员，负责组建导弹试靶场，参与组织原子弹工程。1975年，陈士榘任中共中央军委顾问。
是第一届全国政协代表，一、二、三届国防委员会委员，第一、二、三、四届全国人民代表大会代表，中共第九届、第十届中央委员。1988年7月被授予一级红星功勋荣誉章。1995年7月22日，陈士榘在北京逝世，享年86岁。